# Amazon Watch
Amazon Watch is een Amerikaanse non-profitorganisatie die zich inzet om het Amazoneregenwoud te beschermen en de rechten van inheemse bevolking in het Amazonebekken te bevorderen. Het werkt daartoe samen met inheemse en milieuorganisaties in Ecuador, Peru, Colombia en Brazilië, met campagnes voor mensenrechten, maatschappelijk verantwoord ondernemen en de bescherming van de ecosystemen in het Amazonebekken.
De organisatie is opgericht in 1996, en gevestigd in Oakland (Californië). 